# Eremophila microtheca
Eremophila microtheca là một loài thực vật có hoa trong họ Huyền sâm. Loài này được F.Muell. ex Benth. mô tả khoa học đầu tiên năm 1870.